# Энца
Э́нца (итал. Enza, лат. Incia, пармский диалект эмил.-ром. Ènsa) — река на севере Италии, правый приток По. Длина реки составляет 112 км, площадь водосборного бассейна — 899 км². Средний расход воды в устье с 1991 по 2011 года — 12,6 м³/с.

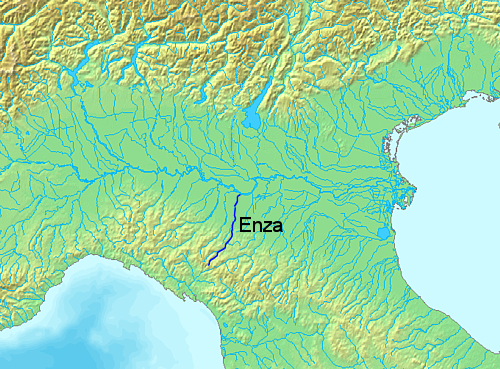
Река на карте Северной Италии

Известна с времён Римской империи под названием Инциа. Сегодня является границей между провинциями Реджо-нель-Эмилия и Парма.
Энца начинается между перевалом Джого (находящимся на высоте 1262 м) и вершиной Палера (высотой 1425 м) в провинции Масса-Каррара. Впадает в По возле городка Брешелло.